# Скит Святого Спиридона (Хейбелиада)
Скит Святого Спиридона (тур. Terki Dünya Manastırı) — православный мужской скит на юго-западном побережье острова Хейбелиада в Турции, входящий в юрисдикцию Константинопольской православной церкви.

## История
Скит был основан фракийским монахом Арсением в 1868 году. В результате разрушительного землетрясения, скит в 1894 году сильно пострадал, но позднее был заново отстроен. Сам Арсений был похоронен в монастырской ограде в 1905 году.
В XX веке скит пришёл в запустение, но в 1954 году отреставрирован благодаря усилиям патриарха Афинагора.